# Чортала
Чортала (інші назви — Чертала, Чорталка, Суха Чертала, балка Мечетна Чертала) — річка в Україні, в межах Доманівського і Вознесенського районів Миколаївської області. Права притока Південного Бугу (басейн Чорного моря).

## Опис
Довжина 37 км, площа басейну 370 км². Похил річки 1,3 м/км. Долина трапецієподібна, завширшки 2,0—2,5 км, завглибшки до 50 м. Заплава завширшки до 300 м. Річище слабозвивисте, завширшки пересічно 5 м. Використовується на господарські потреби. Є ставки. 

## Розташування
Річка бере початок на південний захід від села Копані. Тече переважно на південний схід, у пониззі — на схід. Впадає до Південного Бугу біля північно-західної околиці села Прибужани, що на південь від міста Вознесенська. 
На річці розташоване смт Доманівка. В межах Вознесенського району поблизу річки знаходиться ландшафтний заказник місцевого значення «Черталківський», що створений 2013 року.